# آخرین اعتراف
آخرین اعتراف (انگلیسی: The Last Confession) یک نمایشنامه دربارهٔ مجمع انتخاب پاپ و مرگ پاپ ژان پل یکم است که نخستین بار در «سالن نمایش چیچستر فستیوال» در ۲۷ آوریل ۲۰۰۷ به روی صحنه رفت. این نمایش، خاطرات جووانی بنلی را در آخرین اعتراف خود و نقشی که در مرگ پاپ داشته، دنبال می‌کند و اینکه چگونه این واقعه سبب شد تا ایمان او متزلزل گردد.

## بازیگران
- دیوید سوشی در نقش جووانی بنلی
- مایکل جیستن
- ریچارد اوکالاهان در نقش پاپ ژان پل یکم
- کلیفورد رز در نقش پاپ پل ششم
- برنارد لوید
- چارلز کی
- مایکل کرانین
- جوزف لانگ